# Sân bay quốc tế Cát Bi
Sân bay quốc tế Cát Bi (IATA: HPH, ICAO: VVCI), tên chính thức là Cảng hàng không quốc tế Cát Bi, là một sân bay thuộc thành phố Hải Phòng, Việt Nam. Sân bay nằm cách trung tâm thành phố 5 km.
Sân bay Cát Bi được người Pháp xây dựng từ thời Pháp thuộc. Sau giải phóng miền Bắc (1955), sân bay này được cải tạo, nâng cấp và chính thức đưa vào khai thác hoạt động hàng không dân dụng từ năm 1985. Hiện tại, Cảng hàng không Cát Bi còn có chức năng là sân bay dự bị đầy đủ cho Cảng hàng không quốc tế Nội Bài.
Cảng hàng không Cát Bi luôn thuộc "top" các sân bay có mức độ tăng trưởng hành khách và hàng hoá nhanh nhất cả nước (luôn đạt trên 30%). Tháng 11 năm 2015 tổng số lượt hành khách đi đến qua Cảng hàng không Cát Bi ước đạt 1.090.550 lượt, tăng 40,09% so với cùng kỳ năm 2014. Theo Báo cáo Kết quả sản xuất kinh doanh năm 2015 của Tổng Công ty Cảng hàng không Việt Nam (ACV) thì trong năm 2015, Cảng hàng không Cát Bi đón 1.256.719 lượt hành khách, tăng 35,6% so với năm trước đó., là sân bay có lượng khách thông qua nhiều thứ 6 trong các sân bay Việt Nam trong năm 2018.
Khi dự án nâng cấp Cảng hàng không Cát Bi hoàn thành và đưa vào sử dụng (bao gồm Khu bay, Khu Hàng không dân dụng) vào năm 2016, sân bay này sẽ trở thành Cảng hàng không quốc tế Cát Bi, sẽ mở ra tương lai phát triển mới cho Hải Phòng và Vùng Duyên hải Bắc Bộ.
Một số hãng hàng không đã có kế hoạch lựa chọn sân bay này trở thành "hub" (căn cứ bay) của mình. Trong đó, phải kể đến Vietjet Air, hãng này đã mở đường bay từ Cảng hàng không quốc tế Cát Bi đi Bangkok, Incheon và đang có kế hoạch khai thác các chuyến bay quốc tế tới các thành phố của Trung Quốc như Quảng Châu (Quảng Đông), Thiên Tân, Côn Minh (Vân Nam). Hãng hàng không này còn có kế hoạch liên kết xây dựng Nhà ga hàng hoá tại Cảng hàng không quốc tế Cát Bi. Hiện tại, dự án này đang được Cục hàng không xem xét và phê duyệt.

## Đặc tính kỹ thuật
- Cấp sân bay hiện tại: sân bay cấp 4E theo chuẩn ICAO.
- Cấp cứu hoả hiện tại: cấp 6 theo chuẩn ICAO.
- Chiều dài đường cất hạ cánh dài 3.050 mét, có phục vụ bay đêm.
- Chiều rộng đường cất hạ cánh: chính 45 m.
- Kích thước đường lăn chính: 2.400 x 23 m;
- Kết cấu đường cất hạ cánh: bê tông xi măng - bê tông nhựa;
- Sân đậu máy bay: 10 vị trí đỗ cho Airbus A320-321.
- Năng lực hiện tại: 1000 hành khách/giờ cao điểm 2-4 triệu lượt khách/năm[6]
- Nhà ga hành khách: diện tích 15.630m², với hai cao trình, 29 quầy làm thủ tục hàng không (Từ quầy số 1 đến quầy số 16: thủ tục hàng không nội địa, từ quầy số 17 đến quầy số 29: thủ tục hàng không Quốc tế).[6]
- 6 cửa ra máy bay (2 cửa bằng ống lồng và 4 cửa bằng xe bus), 3 băng chuyền hành lý đến (2 băng chuyền hành lý nội địa, 1 băng chuyền hành lý quốc tế)
- Có thể tiếp nhận các loại máy bay cỡ lớn như Boeing 777, Boeing 767, Boeing 787, Boeing737-400, Airbus A330, Airbus A350, Airbus 320-321 và tương đương[6]
- Hệ thống dẫn đường, hỗ trợ hạ cánh: ILS CAT II, VOR/DME

## Tuyến bay
| Hãng hàng không  | Các điểm đến                                                                                |
| ---------------- | ------------------------------------------------------------------------------------------- |
| Bamboo Airways   | Thành phố Hồ Chí Minh                                                                       |
| Donghai Airlines | Thuê chuyến: Thâm Quyến (tạm dừng)                                                          |
| Pacific Airlines | Thành phố Hồ Chí Minh                                                                       |
| Ruili Airlines   | Côn Minh (tạm dừng)                                                                         |
| Sichuan Airlines | Thuê chuyến: Quảng Châu–Bạch Vân (tạm dừng)                                                 |
| Thai VietJet Air | Băng Cốc–Suvarnabhumi (tạm dừng)                                                            |
| VietJet Air      | Buôn Ma Thuột, Cần Thơ, Đà Lạt, Đà Nẵng, Nha Trang, Phú Quốc, Pleiku, Thành phố Hồ Chí Minh |
| Vietnam Airlines | Đà Nẵng, Thành phố Hồ Chí Minh                                                              |
| Lucky Air        | Lệ Giang                                                                                    |

| Hạng | Tên điểm đến          | Số lượt chuyến (hàng tuần) |
| ---- | --------------------- | -------------------------- |
| 1    | Thành phố Hồ Chí Minh | 120                        |
| 2    | Đà Nẵng               | 25                         |
| 3    | Nha Trang             | 14                         |
| 4    | Cần Thơ               | 7                          |
| 5    | Seoul                 | 7                          |
| 6    | Đà Lạt                | 4                          |
| 7    | Phú Quốc              | 3                          |
| 8    | Bangkok               | 3                          |
| 9    | Buôn Ma Thuột         | 8                          |
| 10   | Pleiku                | 3                          |
| 11   | Quy Nhơn              | 7                          |
| 12   | Shenzen               | 2                          |
| 13   | Côn Minh              | 11                         |
| 14   | Điện Biên Phủ         | 3                          |

## Lịch sử hình thành phát triển

### Thời Pháp thuộc
Sân bay Cát Bi được hình thành trên cơ sở là một sân bay quân sự lớn, cầu hàng không quan trọng của Pháp ở Đông Dương trong những năm tháng chiến tranh tại Việt Nam. Tại sân bay có khoảng 200 máy bay các loại thường xuyên đậu, lên xuống, bay đi, bay về các mục tiêu và được canh phòng rất cẩn mật. Sau trận tập kích sân bay Cát Bi, chi viện của Pháp cho chiến dịch Điện Biên Phủ giảm rõ rệt.

### Thời hòa bình lập lại và đổi mới
Sân bay Cát Bi mở cửa phục vụ mục đích thương mại và dịch vụ. Bên cạnh việc khai thác các chuyến bay tới các điểm đến quốc nội như: Thành phố Hồ Chí Minh, Đà Nẵng, Buôn Mê Thuột (Đăk Lăk) và Cam Ranh (Khánh Hoà), Cảng hàng không Cát Bi còn được cấp quyền khai thác một số tuyến bay quốc tế.

### Mở tuyến bay quốc tế
- Ngày 31 tháng 3 năm 2006, Phó Thủ tướng Vũ Khoan đã đồng ý việc thực hiện các chuyến bay chở khách giữa Hong Kong/Macau và Hải Phòng. Hãng hàng không Hong Kong Express Airways[9] và sau đó là Viva Macau[10] đã lần lượt khai thác tuyến bay này. Tuy nhiên, sau đó đường bay bị gián đoạn vì hiệu quả mang lại chưa cao.
- Ngày 21/8/2015, Jetstar Pacific đã khai trương đường bay Hải Phòng - Macau - Hải Phòng theo hình thức thuê chuyến với tần suất 2 chuyến khứ hồi/tuần vào các ngày thứ Hai và thứ Sáu bằng tàu bay A320. Chuyến bay xuất phát từ Sân bay Cát Bi (Hải Phòng) lúc 13h00, đến Sân bay quốc tế Macau (Trung Quốc) lúc 15h50. Chiều ngược lại xuất phát lúc 16h35, hạ cánh lúc 17h25.[11]
- Ngày 30/9/2019, Ruili Airline đã khai trương đường bay Hải Phòng - Côn Minh, với tần suất 7 chuyến khứ hồi/tuần bằng tàu bay B737. Chuyến bay xuất phát từ Sân bay Côn Minh lúc 20h20, đến sân bay Cát Bi lúc 20h50, chiều ngược lại xuất phát lúc 21h50, hạ cánh lúc 0h15.

## Nâng cấp trở thànhCảng hàng không quốc tế

### Kế hoạch
Ngày 28 tháng 9 năm 2011, Phó Thủ tướng Hoàng Trung Hải đã giao cho bộ và UBND thành phố Hải Phòng nghiên cứu, đề xuất việc triển khai dự án cải tạo, nâng cấp, mở rộng Sân bay Cát Bi theo "mô hình BT" (xây dựng – chuyển giao). Dự án có bao gồm việc nâng cấp đường cất hạ cánh hiện nay, đồng thời xây dựng đường cất hạ cánh số 2 với quy mô 3.050 x 50m, nâng cấp các hạng mục liên quan như sân đậu máy bay, trang thiết bị quản lý điều hành bay, khu hàng không dân dụng.

### Cục Hàng không trình Bộ Giao thông Vận tải công bố Cảng hàng không quốc tế Cát Bi
Cục Hàng không Việt Nam trình Tờ trình 1557/TTr-CHK gửi Bộ Giao thông vận tải về việc công bố Cảng hàng không Cát Bi là cảng hàng không quốc tế. Với điều kiện cơ sở hạ tầng được đầu tư mới như trên và nhu cầu khai thác các chuyến bay quốc tế đi/đến CHK Cát Bi của các hãng hàng không, Cục Hàng không Việt Nam đề nghị Bộ Giao thông vận tải ra quyết định công bố CHK Cát Bi là CHK quốc tế và tiếp nhận các chuyến bay quốc tế từ 00h01 ngày 11/5/2016.

### Trở thành cảng hàng không quốc tế
Ngày 05 tháng 5 năm 2016, Bộ Giao thông Vận tải ra quyết định số 1395/QĐ-BGTVT về việc công bố Cảng hàng không Cát Bi là cảng hàng không quốc tế. Theo đó, Cảng hàng không quốc tế Cát Bi sẽ tiếp nhận các chuyến bay quốc tế từ 00h01 ngày 11/5/2016.

## Quy hoạch đượcChính phủphê duyệt
Cuối năm 2014, Thủ tướng Chính phủ có Quyết định phê duyệt điều chỉnh cục bộ Quy hoạch tổng thể Cảng hàng không quốc tế Cát Bi, thành phố Hải Phòng, giai đoạn đến năm 2015 và định hướng đến năm 2025.
Theo đó, điều chỉnh cục bộ khu đất 13 ha đất quốc phòng (nằm phía Bắc tuyến đường trục) ra khỏi phạm vi ranh giới quy hoạch tổng thể Cảng hàng không quốc tế Cát Bi.
Về các chỉ tiêu đạt được của quy hoạch, Quyết định nêu rõ, tổng diện tích Cảng hàng không đến năm 2025 là khoảng 488,02 ha. Trong đó: Đất do hàng không dân dụng quản lý khoảng 175,70 ha; Đất do quân sự quản lý khoảng 193,22 ha; Đất dùng chung do hàng không dân dụng quản lý khoảng 119,10 ha.
Sân bay Cát Bi là sân bay cấp 4E (theo mã tiêu chuẩn của tổ chức hàng không dân dụng quốc tế ICAO) và sân bay quân sự cấp I. Đây là Cảng hàng không quốc tế, làm sân bay dự bị cho Cảng hàng không quốc tế Nội Bài.
- Về đường cất hạ cánh: Giai đoạn đến năm 2015, xây mới đường cất hạ cánh số 2 song song và cách đường cất hạ cánh hiện hữu 200 m về phía Nam, kích thước 3.050 x 45m, bảo đảm khai thác B747 hạn chế tải trọng, B777-300, B777-200, A321. Đồng thời nâng cấp đường cất hạ cánh hiện hữu bảo đảm khai thác trong giai đoạn chờ đường cất hạ cánh số 2 hoàn thành đưa vào sử dụng.
- Về sân chờ: Giai đoạn đến năm 2015, xây dựng 2 sân chờ ở đầu 07 và 25, bảo đảm tối thiểu cho 1 tàu bay B747 chờ và tự vận hành.
- Về đường lăn song song: Sau khi đưa đường cất hạ cánh số 2 vào khai thác, cải tạo đường cất hạ cánh số 1 thành đường lăn song song đạt kích thước 3.050 x 23 m và hệ thống đường lăn nối đồng bộ, bảo đảm khai thác đến năm 2025.
- Về sân đỗ tàu bay: Giai đoạn đến năm 2015, mở rộng sân đỗ tàu bay đạt 8 vị trí đỗ. Giai đoạn đến năm 2025, mở rộng sân đỗ đạt 16 vị trí đỗ.
- Về nhà ga hành khách: Giai đoạn đến năm 2015, xây dựng nhà ga hành khách 2 cao trình, công suất 4-5 triệu hành khách/năm và có dự phòng đất để mở rộng nhà ga đạt công suất 7-8 triệu hành khách/năm khi có nhu cầu. Sau khi đưa nhà ga mới vào khai thác, nhà ga cũ sẽ được chuyển thành ga hàng không giá rẻ hoặc ga hàng hóa hoặc sử dụng với mục đích khác.
- Về nhà ga hàng hóa: Giai đoạn đến năm 2015, căn cứ nhu cầu thực tế sẽ khai thác dây chuyền hàng hóa tại nhà ga hành khách mới hoặc một phần nhà ga cũ. Giai đoạn đến năm 2025, khi nhu cầu hàng hóa tăng cao sẽ nghiên cứu xây dựng nhà ga hàng hóa đạt công suất 100.000 – 250.000 tấn hàng hóa/năm cùng hệ thống sân đỗ, kho bãi chứa hàng bảo đảm đồng bộ cho khai thác.

Trước thực tiễn nhu cầu về vận tải hàng không tăng mạnh trong thời gian gần đây, Hải Phòng có kế hoạch xây dựng nhà ga hành khách số 2, với tổng vốn đầu tư khoảng 2.800 tỷ đồng do hãng hàng không Vietjet làm chủ đầu tư. Dự kết khởi công vào quý IV năm 2017.

## Nhà ga hành khách
Nhà ga hành khách mới được khởi công ngày 24 tháng 1 năm 2015, với số vốn 1.450 tỷ đồng, chủ đầu tư là Tổng công ty Hàng không Việt Nam, chính thức đưa vào sử dụng ngày 12 tháng 5 năm 2016. Nhà ga được thiết kế theo tiêu chuẩn Quốc tế, kiến trúc sáng tạo và gần gũi, gắn liền với hình ảnh đặc trưng của lễ hội chọi trâu tại Đồ Sơn, Hải Phòng, trên một diện tích 7.500m² và diện tích sàn sử dụng 15.630m² với hai cao trình đi và đến tách biệt, phục vụ chung cho cả quốc nội và quốc tế, năng lực đáp ứng 1000 hành khách/giờ cao điểm, tương ứng 2 triệu lượt khách/năm.
- Ga đi nằm ở tầng 2, phía trước có sảnh lớn nối liền với hệ thống đường tầng và hai cửa vào dành cho khách quốc tế và quốc nội. Khu vực check-in có 29 quầy làm thủ tục hàng không, trong đó quầy số 1 đến 16 phục vụ cho các tuyến bay quốc nội và quầy 17 - 29 phục vụ các tuyến bay quốc tế. Nhà chờ ra máy bay được chia làm hai khu dành cho quốc nội và quốc tế, ga quốc nội bố trí ở nửa phía Đông, có các cửa ra máy bay từ số 1 đến số 4, ga quốc tế bố trí ở nửa phía Tây, có các cửa ra máy bay số 5 và 6. Từ 6 cửa ra máy bay, hành khách có thể qua 2 cầu ống lồng đôi hoặc 4 lối ra bằng xe bus để vào máy bay.
- Ga đến nằm ở tầng 1, dùng cho quốc nội và quốc tế, có 3 đảo băng chuyền hành lý đến, trong đó 2 đảo dành cho khách quốc nội và 1 đảo dành cho khách quốc tế. Khu vực ga đến quốc tế có đầy đủ trang thiết bị soi chiếu, hải quan và khu vực chuyển tiếp (transit) cho hành khách. Từ ga đến, hành khách đi trực tiếp ra sảnh đến và bãi đỗ xe ngoại trường.

Nhà ga hành khách cũ có diện tích 2.400m², nằm cách nhà ga mới 150m về phía Đông, sau khi nhà ga hành khách mới chính thức được đưa vào khai thác ngày 12/5/2016, hiện tại nhà ga cũ đang chờ chuyển đổi công năng, mục đích sử dụng, khu vực đỗ xe trước cửa nhà ga cũ được sử dụng để đỗ xe qua đêm, đỗ xe máy.

## Đài kiểm soát không lưu
Được khởi công từ ngày 11/12/2014 và đưa vào sử dụng ngày 6/1/2016, chủ đầu tư là Tổng công ty quản lý bay Việt Nam, với số vốn 80 tỷ đồng, mục tiêu là xây dựng tháp không lưu cao 42,9 m và nhà làm việc, các trang thiết bị đi kèm đồng bộ, hiện đại, có thể điều hành 30 lượt chuyến cất hạ cánh/giờ, đồng thời giảm yêu cầu trần mây từ 180m xuống 80m và tầm nhìn từ 2.800m xuống 800m, đủ tiêu chuẩn cho hoạt động bay thông suốt tại cảng.

## Thống kê
| Năm  | Số lượt hành khách thông qua |
| ---- | ---------------------------- |
| 2005 | 94.432                       |
| 2006 |                              |
| 2007 | 185.953                      |
| 2008 |                              |
| 2009 | 377.728                      |
| 2010 | 491.046                      |
| 2011 | 631.096                      |
| 2013 | 872.800                      |
| 2014 | 930.110                      |
| 2015 | 1.256.719                    |
| 2016 | 1.787.300                    |
| 2017 | 2.057.840                    |
| 2018 | 2.310.148                    |
| 2023 | 2.705.000                    |